# Odenwälderkreis
Der Odenwälderkreis war eine während der napoleonischen Zeit 1810 kurzzeitig bestehende Verwaltungseinheit im Norden des Großherzogtums Baden mit Sitz in Mosbach.

## Geschichte

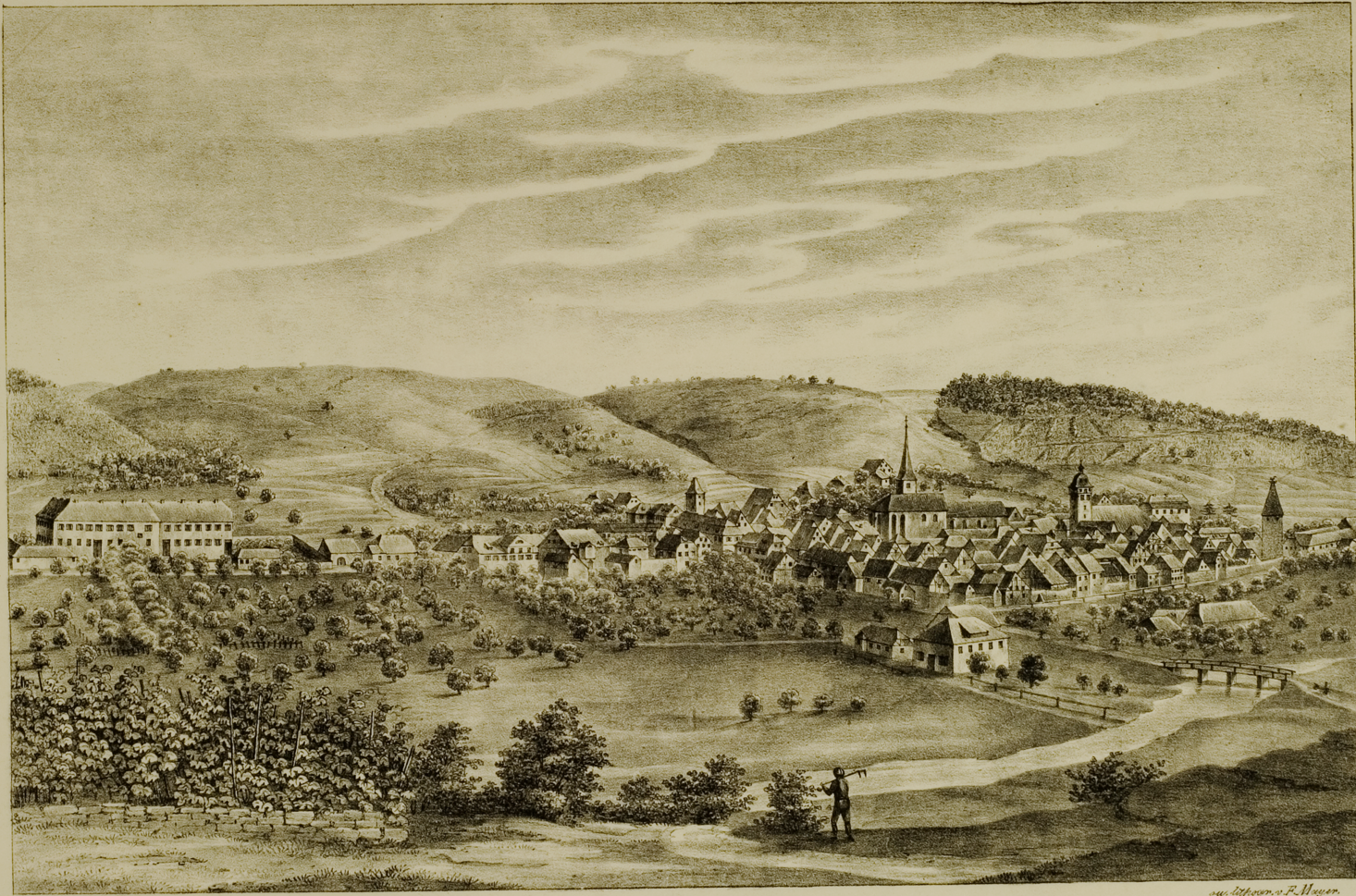
Mosbach 1840

Nachdem die zum Kurfürstentum erhobene Markgrafschaft Baden aufgrund der Bestimmungen des Reichsdeputationshauptschlusses 1803 erhebliche Gebietsgewinne verzeichnen konnte, veröffentlichte deren Regierung mehrere Organisationsedikte. Gleich im ersten davon wurde die neue Gliederung Badens in drei Provinzen festgelegt. In diesen Rahmen wurden auch nachfolgende territoriale Erweiterungen, insbesondere durch den Pressburger Frieden 1805 und die Rheinbundakte von 1806 integriert. Zusätzlich entstanden in Teilen Badens Landvogteien und Oberämter als weitere Ebene zwischen den Provinzen und den Ämtern.
Mit dem Novemberedikt wurde in Baden Ende 1809 eine grundlegende Veränderung der Verwaltungsstrukturen verkündet. Anfang 1810 traten an die Stelle der drei Provinzen zehn Kreise, die landesweit als Mittelbehörde oberhalb der Ämter fungierten. Aus der Zuständigkeit der Ämter herausgelöst und den Kreisen unmittelbar unterstellt wurden die grundherrschaftlichen Orte. Sowohl von ihrer Funktion als auch von der Benennung her orientierte sich der dafür zuständige Staatsminister Reitzenstein am Vorbild französischer Départements.
Der Name des Odenwälderkreises bezog sich auf den Odenwald, ein Mittelgebirge, in dem der westliche Teil des Gebietes lag. der Osten zählte zum Bauland. Ihm zugewiesen wurden die Landvogtei Mosbach ohne das Amt Buchen, das Amt Neckarschwarzach, das Oberamt Waibstadt (mit zwei untergeordneten Ämtern), sowie Adelshofen, Bockschaft, Dammhof und Ittlingen (zuvor Oberamt Gochsheim). Da sowohl die Landvogteien als auch das Oberamt Waibstadt ihre Funktion eingebüßt hatten, wurden sie aufgelöst. Der Odenwälderkreis umfasste somit ein landesherrliches und elf standesherrliche Ämter. Seine Leitung als Direktor wurde dem bisherigen Mosbacher Obervogt Franz von Haimb übertragen.
Bereits Ende 1810 wurde der Odenwälderkreis wieder aufgelöst. Die Ämter Eberbach, Zwingenberg, Neckarschwarzach, Mosbach, und Sinsheim kamen zum Neckarkreis, Hilsbach zum Pfinz- und Enzkreis, die restlichen (Lohrbach, Burken, Billigheim, Neudenau, Ballenberg und Krautheim) zum Main- und Tauberkreis. Die grundherrlichen Orte wurden ebenfalls auf die genannten Kreise aufgeteilt.